# Zoe Cramond
Zoe Cramond (Tauranga, Bahía de Plenty; 8 de octubre de 1984) es una actriz y presentadora neozelandesa, más conocida por haber interpretado a Emma Mackey en la serie Packed to the Rafters.

## Biografía
Es buena amiga de la actriz Catherine Mack.

## Carrera
En el 2007 obtuvo un pequeño papel en la película Bridge to Terabithia protagonizada por Josh Hutcherson y AnnaSophia Robb.
En el 2009 participó en series como Outrageous Fortune y Shortland Street donde interpretó a Tamzin Katz.
En el 2010 apareció como invitada en la serie neozelandesa Go Girls donde interpretó a Amanda.
El 8 de marzo de 2011 se unió al elenco principal de la aclamada serie australiana Packed to the Rafters donde interpretó a Emma Mackey, la exnovia de Ben Rafter (Hugh Sheridan), hasta el final de la serie el 2 de julio de 2013. Zoe se unió a la serie para reemplazar la salida de Zoe Ventoura.
En el 2012 Zoe se unió al elenco de la duodécima temporada del programa de baile australiano Dancing With the Stars.
En el 2015 se anunció que Zoe se uniría al elenco de la serie australiana Neighbours donde dará vida a Amy Williams, la hija mayor de Paul Robinson (Stefan Dennis) a principios de junio del mismo año.

## Filmografía

### Series de televisión
| Año             | Título                 | Personaje          | Notas                                       |
| --------------- | ---------------------- | ------------------ | ------------------------------------------- |
| 2015 - presente | Neighbours             | Amy Robinson       | 200 episodios                               |
| 2014            | Fat Tony & Co          | Zarah Garde-Wilson | episodio "Killers, Thieves & Lawyers"       |
| 2011 - 2013     | Packed to the Rafters  | Emma Mackey        | 44 episodios                                |
| 2010 - 2012     | Go Girls               | Amanda             | 10 episodios                                |
| 2010            | A Night at the Classic | Novia              | episodio "Late Show"                        |
| 2009            | Outrageous Fortune     | Tara               | episodio "The Fatness of These Pursy Times" |
| 2009            | Shortland Street       | Tamzin Katz        | episodio # 18.13                            |

### Películas
| Año  | Título               | Personaje | Notas                                                                             |
| ---- | -------------------- | --------- | --------------------------------------------------------------------------------- |
| 2011 | The Fall Guys        | Kayley    | junto a Ryan O'Kane y Kyle Pryor                                                  |
| 2011 | Panic at Rock Island | Ari       | junto a Grant Bowler, Viva Bianca, Anna Hutchison, Vince Colosimo y Jessica Tovey |
| 2007 | Bridge to Terabithia | Feligresa | junto a Josh Hutcherson y AnnaSophia Robb                                         |

### Apariciones
| Año  | Programa               | Notas                                 |
| ---- | ---------------------- | ------------------------------------- |
| 2012 | Dancing With the Stars | 9 episodios - concursante 3.er. lugar |